# 禹會塗山
〈禹會塗山〉，或作〈塗山〉、〈上國觀光〉、〈觀光〉，古琴曲，首見於《神奇秘譜》中卷的〈霞外神品〉，以塗山之會為題材，傳為毛敏仲所作。今有吳文光打譜的版本。

## 史料
被收錄於《神奇秘譜》、《浙音釋字琴譜》、《新刊發明琴譜》、《風宣玄品》、《琴譜正傳》、《西麓堂琴統》、《步虛僊琴譜》、《重修真傳琴譜》、《玉梧琴譜》、《琴書大全》、《琴苑心傳全編》等超過三十部明清譜中。

## 曲意
《神奇秘譜》：「臞仙曰：『是曲之製，毛公敏仲所擬。夏禹嗣舜禪之後，禹南巡狩於會稽之塗山。承唐虞之盛。會天下諸侯，執玉帛來朝者萬國。其熙皞之風，莫有加於此焉。胡元之初，故作是操，追慕宋德，亦有感於中矣。』」

## 演奏版本
- 《神奇秘譜》，吳文光打譜並錄音。[3][4]